# Juan Manuel Gómez
Juan Manuel Gómez, vollständiger Name Juan Manuel Gómez Silvera, (* 22. Februar 1990 in Paysandú) ist ein uruguayischer Fußballspieler.

## Karriere

### Verein
Der 1,84 Meter große Offensivakteur Gómez begann in seinem Heimatdepartamento Paysandú mit dem Fußballspielen und wurde dort 2004 Uruguayischer Meister mit der U-15-Departamento-Auswahl. Er gehörte mindestens in den Jahren 2006 und 2007 der Jugendmannschaft von Liverpool Montevideo an. Bei den Montevideanern gelangte er bis in Reserve- bzw. Nachwuchsmannschaft der Tercera División. In der Spielzeit 2010/11 stand er im Erstligakader von Miramar Misiones, debütierte dort in der Primera División und absolvierte in jener Saison vier Erstligaspiele. Ein Tor erzielte er nicht. 2012 folgte nach einem gescheiterten Wechsel nach Ecuador ein Engagement bei Real Hervido in Fray Bentos. Zur Apertura 2012 schloss er sich dem seinerzeitigen Zweitligisten Club Atlético Rentistas an. Dort konnte er sich jedoch nicht durchsetzen. 2013 spielte er in der Liga Mayor des Departamento San José für Tito Borjas und trat dort als erfolgreicher Torschütze in Erscheinung. Im Juni 2014 wechselte er zu Río Negro. Spätestens seit der Saison 2017, in der er neun Erstligaspiele (ein Tor) absolvierte, stand er in Reihen der Rampla Juniors. Anfang Juli 2017 verpflichtete ihn der chilenische Zweitligist Deportes Copiapó.

### Nationalmannschaft
Gómez war Mitglied der von Ángel Castelnoble trainierten uruguayischen U-15-Auswahl, die bei der U-15-Südamerikameisterschaft 2005 in Bolivien teilnahm. Er gehörte mindestens seit März 2006 der uruguayischen U-17-Nationalmannschaft an und war Teil des Kaders bei der U-17-Südamerikameisterschaft 2007 in Ecuador.